# Intel 80188
L'Intel 80188 és una versió del microprocessador Intel 80186 amb un bus de dades extern de 8 bits, en lloc de 16 bits. Això fa que sigui menys costosa la connexió amb els perifèrics. El 80188 és molt semblant al 80186, que té un rendiment d'1 milió d'instruccions per segon.
Com al 8086, les característiques del 80188 són 16 bits pels registres generals, que també podria tenir accés a vuit registres de 8 bits. Aquest també incloïa sis nous registres de 16 bits, Aquest inclouen, per exemple, El punter de pila, el punter d'instrucció, registres índex, o un registre paraula d'estat quer actuava com a flag, per exemple, en les operacions de comparació.
Exactament com al 8086, el processador també incloïa quatre registres de segment de 16 bits que permetien l'adreçament de més de 64 KB de memòria, que és el límit de l'arquitectura de 16 bits, mitjançant la introducció d'un valor offset que era afegit, després de ser desplaçat cap a l'esquerra de 4 bits, al valor d'un altre registre. Aquest sistema d'adreçament permetia accedir a 1 MB de memòria, un valor que, en aquell temps, va ser considerat un valor amb escreix molt més gran del que necessitaria un computador.